# Дембно (Тшебницький повіт)
Дембно (пол. Dębno) — село в Польщі, у гміні Жміґруд Тшебницького повіту Нижньосілезького воєводства.
Населення — 182 особи (2011).
У 1975—1998 роках село належало до Вроцлавського воєводства.

## Демографія
Демографічна структура станом на 31 березня 2011 року:
|          | Загалом | Допрацездатний вік | Працездатний вік | Постпрацездатний вік |
| -------- | ------- | ------------------ | ---------------- | -------------------- |
| Чоловіки | 95      | 17                 | 71               | 7                    |
| Жінки    | 87      | 14                 | 49               | 24                   |
| Разом    | 182     | 31                 | 120              | 31                   |